# Ari Luotonen
Ari Luotonen (* in Finnland) ist ein finnischer Softwareentwickler und Autor.
Er studierte 1993 an der Technischen Universität Tampere Mathematik und schloss mit dem Master of Arts ab. Nach seinem Studium war er für ein halbes Jahr mit Applikationsentwicklung bei Lotus beauftragt, bevor er im Juli 1994 für ein Jahr an das CERN in Paris und Genf wechselte. Dort schrieb er einen großen Anteil von CERN httpd, insbesondere die HTTP-Caching-Unterstützung. Ergänzend dazu hat er zur Implementierung zahlreicher CGI-Applicationen beigetragen, die bekannteste ist die WIT – W3 Interactive Talk.
Im  September 1994 begann Luotonen bei Mosaic Communications, die wenige Monate zuvor gegründet worden war und zwei Monate später, im November 1994 in Netscape Communications Corporation umbenannt wurde.
Ari Luotonen unterstützte Hillary Clinton im Präsidentschaftswahlkampf 2008 mit knapp 2127 US-Dollar.

## Werke
- Tim Berners-Lee, Robert Cailliau, Ari Luotonen, Henrik Frystyk Nielsen, Arthur Secret: The World-Wide Web, Communications of the ACM, Band 37 Ausgabe 8 , 1994[4].
- Ari Luotonen, Kevin Altis: World-Wide Web Proxies, 1994.
- Tim Berners-Lee, Robert Cailliau, Ari Luotonen, Henrik Frystyk Nielsen, Arthur Secret: The World-Wide Web, 1995.
- Web proxy servers, 1997[5].
- Web proxy servers, 1998[6].